# Camponotus atriceps
Camponotus atriceps är en myrart som först beskrevs av Smith 1858.  Camponotus atriceps ingår i släktet hästmyror, och familjen myror.

## Underarter
Arten delas in i följande underarter:
- C. a. atriceps
- C. a. nocens

## Bildgalleri

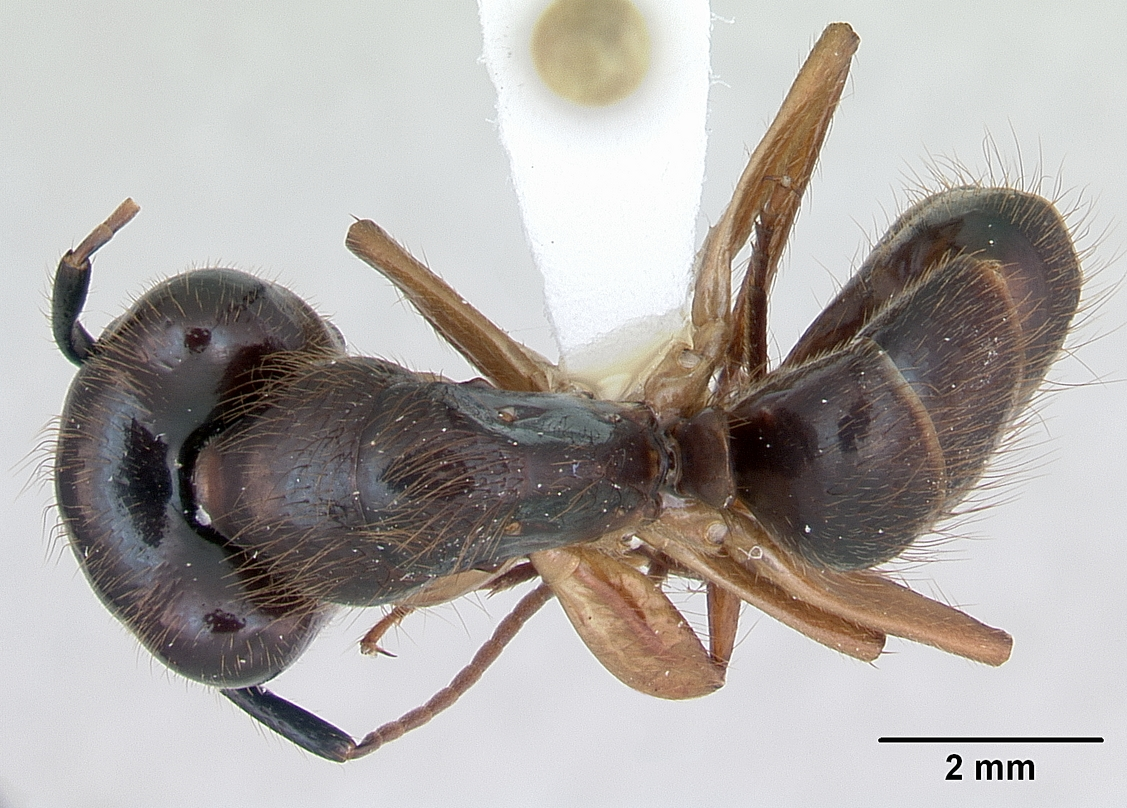
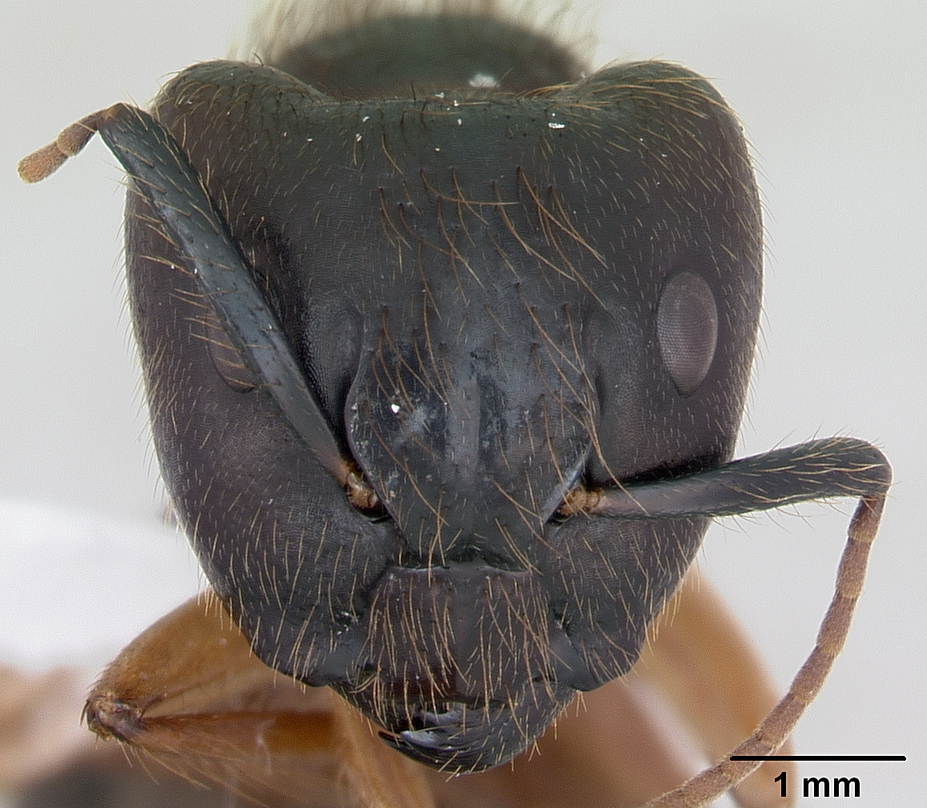
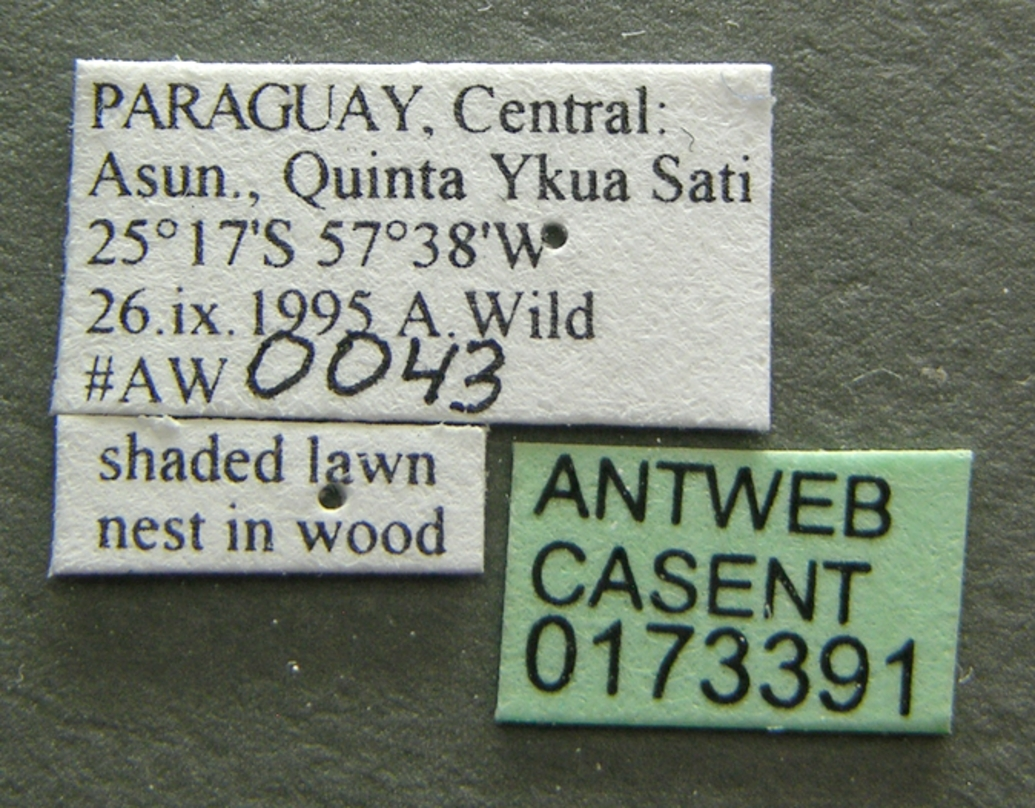
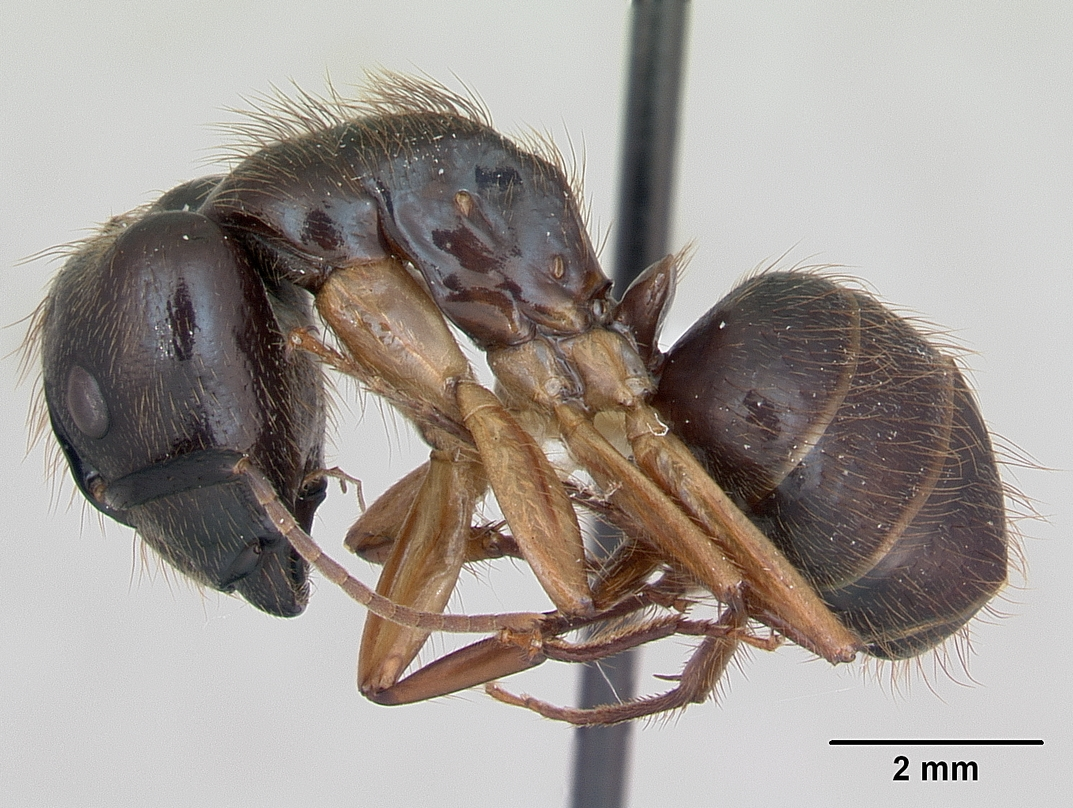
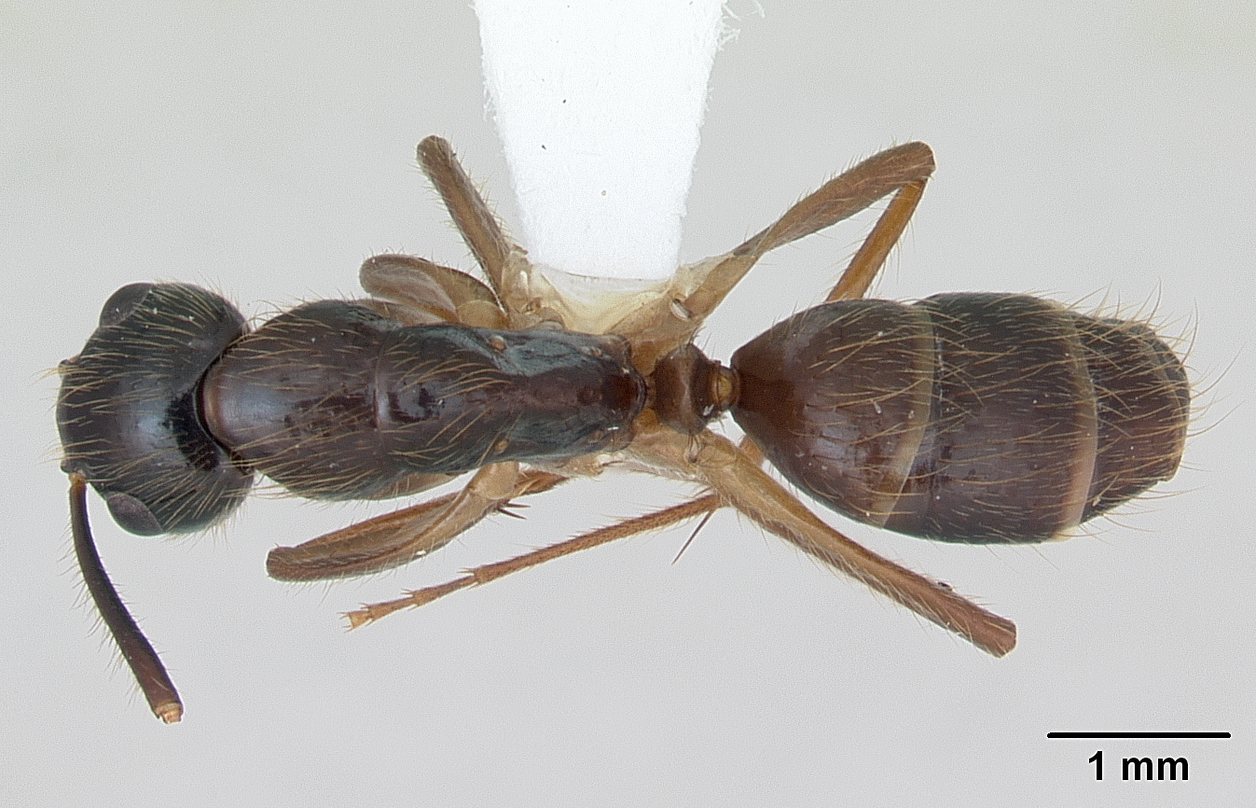
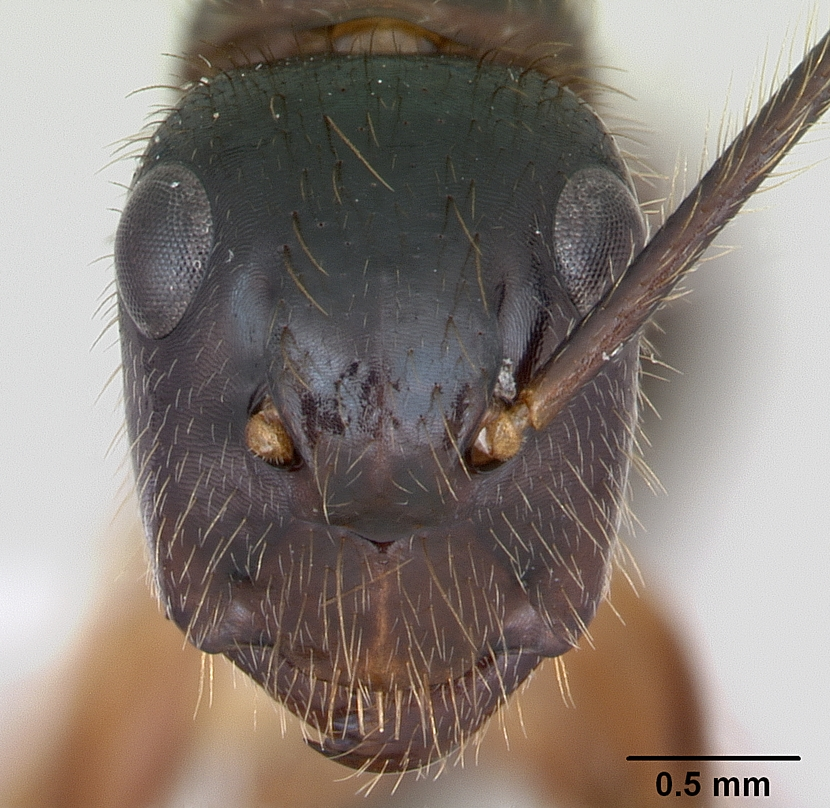